# Villarembert
Villarembert ist ein Bergdorf in den Savoyen in Frankreich. Die Gemeinde gehört zur Region Auvergne-Rhône-Alpes, zum Département Savoie, zum Arrondissement Saint-Jean-de-Maurienne und zum Kanton Saint-Jean-de-Maurienne. Sie grenzt im Norden und im Osten an Fontcouverte-la-Toussuire, im Süden an Saint-Jean-d’Arves und im Westen an Saint-Sorlin-d’Arves. Die Bewohner nennen sich Rembertins.

## Bevölkerungsentwicklung
| Jahr                       | 1962 | 1968 | 1975 | 1982 | 1990 | 1999 | 2008 | 2014 | 2021 |
| -------------------------- | ---- | ---- | ---- | ---- | ---- | ---- | ---- | ---- | ---- |
| Einwohner                  | 126  | 169  | 207  | 213  | 109  | 190  | 256  | 254  | 247  |
| Quellen: Cassini und INSEE |      |      |      |      |      |      |      |      |      |